# Hortensia Herrero
Hortensia María Herrero Chacón (Valencia, 20 de mayo de 1950) es una empresaria española, vicepresidenta, consejera y socia accionarial de Mercadona. Compatibiliza su trabajo empresarial con la fundación que lleva su nombre, la cual se dedica fundamentalmente a la recuperación de edificios históricos.

## Biografía
Hortensia nació en Valencia el 20 de mayo de 1950. Es licenciada en Ciencias Económicas por la Universidad de Valencia. En 1973, contrajo matrimonio con el presidente y fundador de Mercadona, Juan Roig. El matrimonio ha tenido cuatro hijas: Hortensia, Carolina que trabaja en la compañía, Amparo que como arquitecta ha realizado proyectos de envergadura para la cadena de hipermercados  y Juana, responsable de Mercadona Tech.
Hortensia Herrero posee el 27,71% del accionariado de Mercadona, es vicepresidenta de dicha compañía de supermercados, y tiene un patrimonio neto superior a los 2.500 millones de euros, que la posiciona en el séptimo lugar de los españoles más potentados en 2017, aunque llegó a alcanzar el sexto puesto. Junto a su marido, que tiene el 51%, alcanzan casi el 80% del control total de la compañía líder en distribución española y poseen un patrimonio conjunto de 8.000 millones de euros que convierte al matrimonio en la segunda mayor fortuna de España.

## Otras actividades
Paralelamente a su labor empresarial, Hortensia Herrero inicia su labor filantrópica y de mecenazgo creando la Fundación Hortensia Herrero con sede en la ciudad de Valencia. Una entidad sin ánimo de lucro que está dedicada a fomentar actividades y proyectos en diversos campos socioculturales y artísticos. Los objetivos de su fundación son los de recuperar, desarrollar y compartir la sensibilidad histórica y cultural de la Comunidad Valenciana. Las principales actuaciones han estado relacionadas con la recuperación del patrimonio artístico y, además, ha puesto en marcha proyectos relacionados con el mundo de la danza, el ballet, la música y el arte. Algunas de sus principales actuaciones en cuanto a la recuperación del patrimonio artístico y cultural han sido:
- Iglesia de San Nicolás de Valencia.
- Colegio del Arte Mayor de la Seda.
- Ermita de Santa Lucía.
- Imagen y Camarín de la Virgen de los Desamparados.
- Palacio Valeriola.
- Iglesia de los Santos Juanes de Valencia.

La Fundación colabora también con diferentes proyectos de apoyo e impulso de la cultura, como la alianza con la Facultad de Bellas Artes y su máster de Producciones Audiovisuales y Multimedia, o el apoyo a la iniciativa Abierto Valencia, impulsada desde la Asociación de Galeristas de Arte Contemporáneo de Valencia. Además, la Fundación Hortensia Herrero desarrolla desde 2014 la celebración de la gala benéfica Valencia Danza / Somos Arte.

## Reconocimientos
En 2014, Hortensia Herrero fue nombrada hija predilecta de la ciudad de Valencia. En 2017 obtuvo la gran cruz de la Orden de Jaime I el Conquistador y la Alta Distinción de la Generalitat Valenciana.